# Karádi István
Karádi István (Budapest, 1951. június 2. –) Széchenyi-díjas magyar orvos, endokrinológus, belgyógyász, egyetemi tanár, a Magyar Tudományos Akadémia rendes tagja. Kutatási területe az érelmeszesedés, a koleszterin-anyagcsere, a primer hiperlipoproteinanémiák, a lipoprotein patofiziológiája. 2007 és 2013 között a Semmelweis Egyetem Általános Orvostudományi Karának dékánja.

## Életpályája
Középiskolai tanulmányait a budapesti Táncsics Mihály Gimnáziumban végezte el; 1969-ben érettségizett. 1969–1975 között a Semmelweis Egyetem hallgatója volt.
1975–1980 között a Semmelweis Egyetem III. Sz. Belgyógyászati Klinikáján klinikai orvos, 1980–1992 között tanársegéd, 1985–1991 között osztályvezető, 1991–1996 között egyetemi adjunktus, 1996–2000 között docens volt.
1985–2000 között a Magyar Tudományos Akadémia Orvosi Osztályának tudományos munkatársa volt, 2005-től tanácskozó tagja. 1986–1987 között Grazban ösztöndíjas volt. 1990–1996 között az Magyar Tudományos Akadémia Atherosclerosis, Thromboemboliás és Keringési Betegségekkel Foglalkozó Bizottságának tagja volt.
1990-ben lett az orvostudományok kandidátusa. 1990–2000 között a Zsigmond Diabetes Alapítvány Kuratóriumának titkára volt. 1993-tól a Lege Artis Medicinae szerkesztőbizottsági tagja. 1995-től a Magyar Atherosclerosis Társaság elnökségi tagja, 2002-től alelnöke. 1997–2001 között a Kútvölgyi Klinikai Tömb igazgatója volt. 1998-tól a Magyar Belgyógyász Társaság főtitkára; a Magyar Belorvosi Archivum szerkesztőbizottsági tagja.
2000-től egyetemi tanár, 2001-től tanszékvezető. 2007-ben kinevezték a Semmelweis Egyetem Általános Orvostudományi Kar dékánjává. Pozícióját 2013-ig töltötte be. 2021-ben emeritálták. 1990-ben védte meg az orvostudományok kandidátusi, 2000-ben akadémiai doktori értekezését. 2001-től a Családorvosi Fórum alapító-főszerkesztője. 2001–2003 között az OTKA Orvostudományi Szakbizottság és a Magyar Akkreditációs Bizottság Orvostudományi Albizottságának tagja volt. 2004–2007 között a Magyar Tudományos Akadémia közgyűlési képviselője volt.
2013-ban lett a Magyar Tudományos Akadémia levelező, 2019-ben pedig rendes tagja.
Kutatási területe az érelmeszesedés, a koleszterin-anyagcsere, a primer hiperlipoproteinanémiák, a lipoprotein patofiziológiája.

## Művei
- Lipoproteinek mint cardiovascularis rizikófaktorok (1998)
- Koleszterin – Diéta és kezelés (Palik Évával, 2005; 2008)
- Magyar családorvosok lapja (2008)
- Siker? Félsiker? Kudarc? (2012)
- Koleszterindiéta (2014)

## Díjai
- Felsőoktatási Tanulmányi Emlékérem (1975)
- Oktatási Miniszteri Dicséret (1985)
- a Batthyány Társaság aranygyűrűje (1997)
- Széchenyi professzor ösztöndíj (1997–2000)
- Batthyány-Strattmann László-díj (1999)
- MTA Pro Scientia Hungarica Díj (2001)
- Genersich Antal-díj (2014)
- Széchenyi-díj (2019)[4]